# Хардин, Валентин Фёдорович
Валентин Фёдорович Хардин (1 марта 1938, Киров — 6 января 2025, Екатеринбург) — советский хоккеист с мячом. Почётный мастер спорта СССР (1964). Заслуженный мастер спорта СССР (1967). Четырёхкратный чемпион мира.

## Биография
В течение 16 сезонов играл за «СКА-Свердловск», в составе которого пять раз становился чемпионом СССР.
Привлекался в сборную. Был в заявке на четырёх чемпионатах мира, на которых СССР становился чемпионом мира.
После завершения игровой карьеры работал тренером и судьёй.
В 1982—1985 годах — главный тренер СКА (Свердловск).
Умер 6 января 2025 года в возрасте 86 лет. Похоронен на Широкореченском кладбище.

## Достижения
- Чемпион СССР (5): 1960, 1962, 1966, 1971, 1974
- Серебряный призёр чемпионата СССР (5): 1961, 1963, 1965, 1967, 1969
- Бронзовый призёр чемпионата СССР (3): 1964, 1970, 1975
- Обладатель Кубка Европейских чемпионов: 1975
- Чемпион мира (4): 1961, 1963, 1965, 1967
- Победитель турнира на приз газеты «Советская Россия»: 1972
- В списке 22 лучших игроков сезона (6): 1961, 1962, 1963, 1968, 1969, 1970